# Most Dębnicki w Krakowie
Most Dębnicki – most w Krakowie na Wiśle łączący Stare Miasto i Zwierzyniec (Aleje Trzech Wieszczów) z Dębnikami (ul. Marii Konopnickiej). Stanowi on fragment II Obwodnicy Krakowa.
Z mostu rozpościera się widok na tzw. Zakole Wisły i Wzgórze Wawelskie. Na północnym brzegu rzeki przy moście znajduje się przystanek tramwaju wodnego.

## Historia

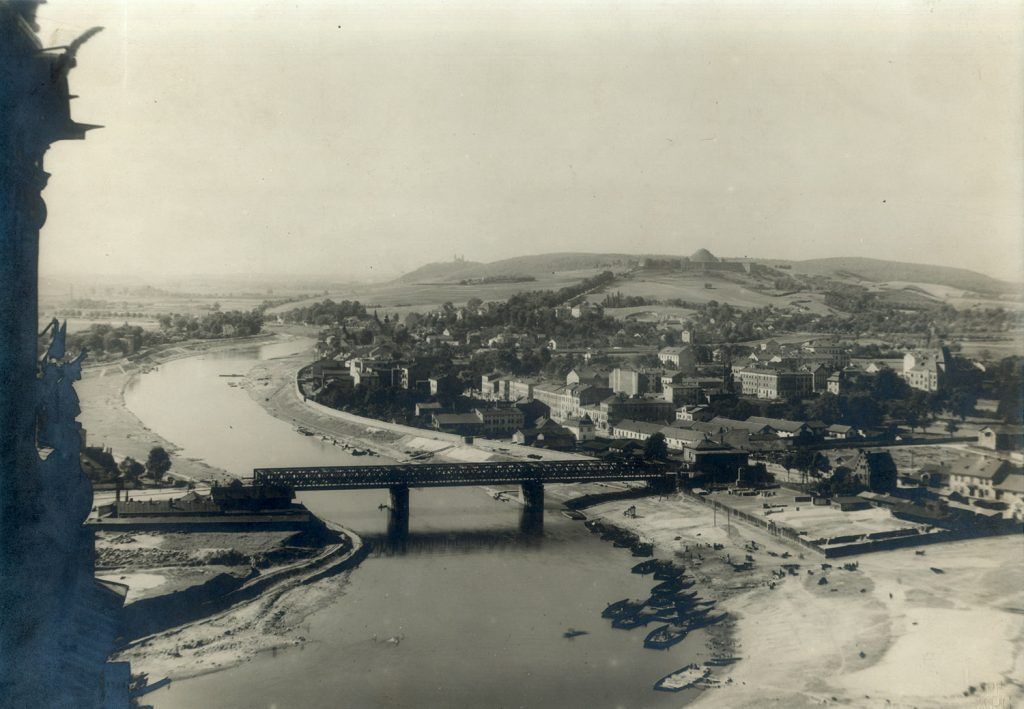
Most Dębnicki w Krakowie w 1920 r.

W latach 1887–1888 w miejscu dzisiejszego mostu Dębnickiego wybudowano trójprzęsłowy most o konstrukcji kratowej na potrzeby powstającej wówczas kolei obwodowej. Oprócz torowiska, posiadał on także przejazd dla ruchu kołowego oraz chodnik dla pieszych.
W 1911 r. kolej obwodową zlikwidowano, a z mostu usunięto torowisko.
Most (podobnie jak inne mosty Krakowa) został wysadzony przez wycofujące się wojska niemieckie w styczniu 1945 r., w wyniku czego został przeznaczony do rozbiórki. Odbudowano go w dzisiejszym kształcie w 1951 r. według projektu Władysława Borusiewicza, Zbigniewa Wzorka i Stefana Serafina. Uroczyste otwarcie mostu miało miejsce w styczniu 1951 roku i było połączone z akademią w Filharmonii. Krzyżami zasługi odznaczono techników A. Dzierzę i   W. Bębenka. 
W 1998 r. most poddano generalnemu remontowi, wyłączając go całkowicie z ruchu. Remontowany obiekt zastąpił składany most wojskowy Lajkonik, który zlokalizowano tuż obok, a po zakończeniu prac remontowych zdemontowano.

## Dane techniczne
Most ma 157 metrów długości i 19 metrów szerokości. Podparty jest na 2 filarach. Na moście w każdym kierunku prowadzą po 2 pasy ruchu samochodowego, a po bokach znajdują się chodniki dla pieszych.
Wśród krakowskich mostów na Wiśle wyróżnia go najniższy prześwit między lustrem wody a spodem konstrukcji mostu, co czyni go najbardziej zagrożonym przez powodzie i zatory lodowe obiektem tego typu na terenie miasta. Podczas powodzi w 2010 r. poziom wody w Wiśle był tak wysoki, że prześwit pomiędzy lustrem wody a przęsłami mostu zniknął. Tak niskie usytuowanie mostu podyktowane było chęcią jak najmniejszej ingerencji w panoramę tego miejsca, która mogłaby spowodować przysłonięcie widoku na Wzgórze Wawelskie z bulwarów wiślanych.

## Galeria

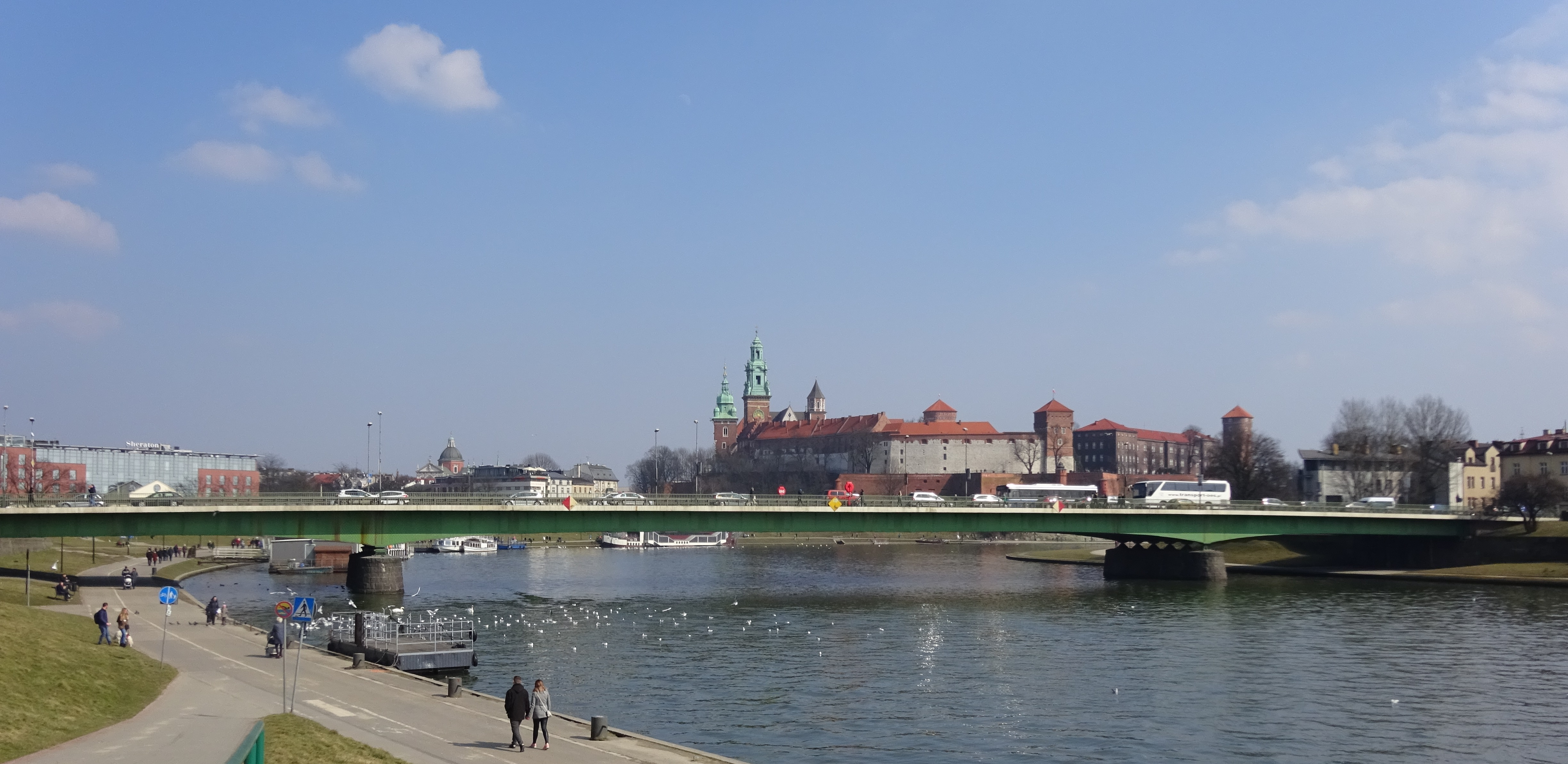
Widok na Most Dębnicki z zachodu z widokiem na Wawel i panoramę śródmieścia Krakowa
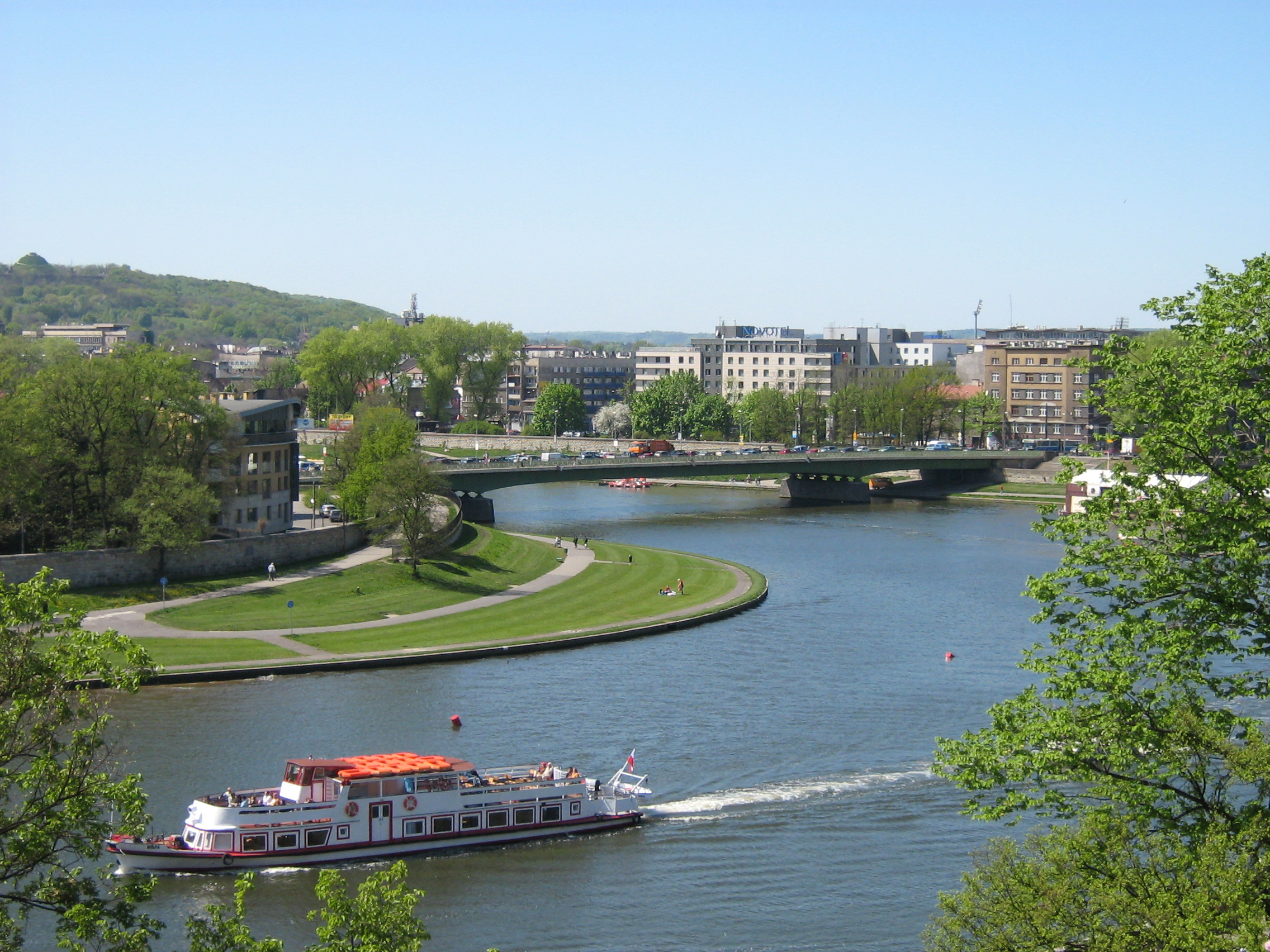
Widok na Wisłę i Most Dębnicki z Wawelu
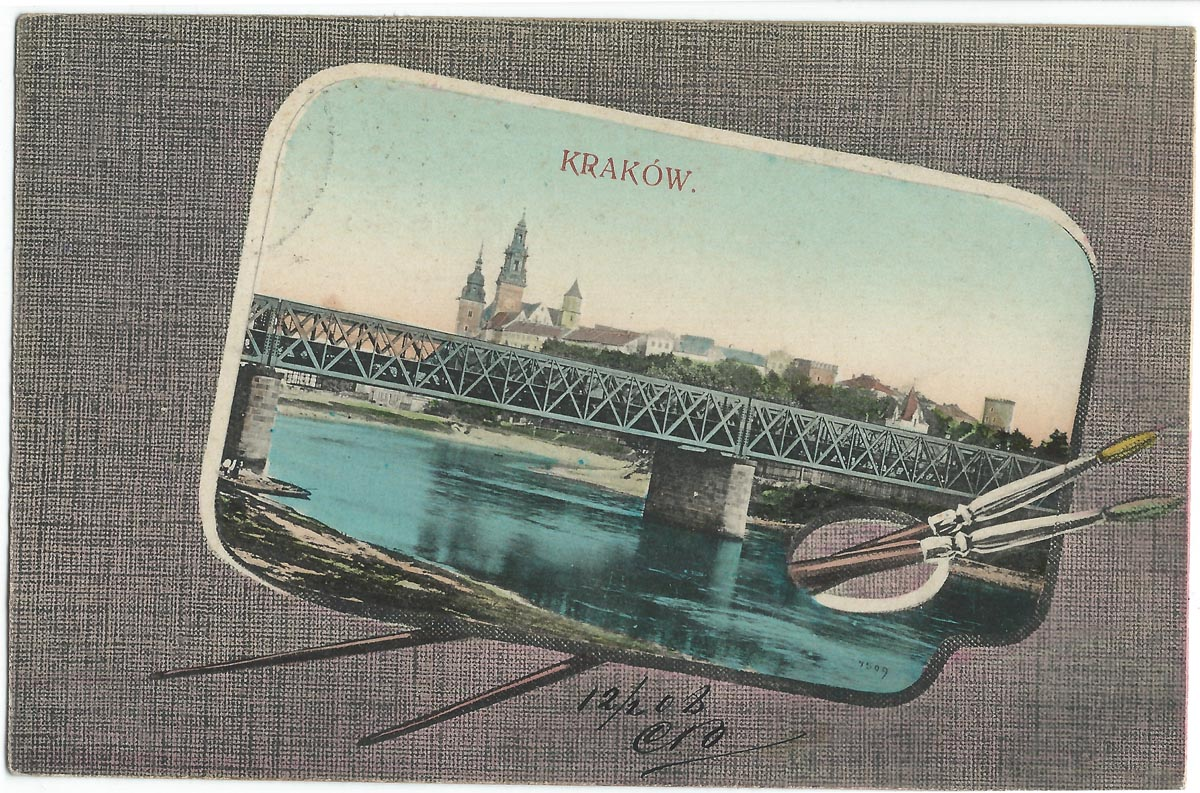
Stary Most Dębnicki z widokiem na Wawel na pocztówce z 1908 roku
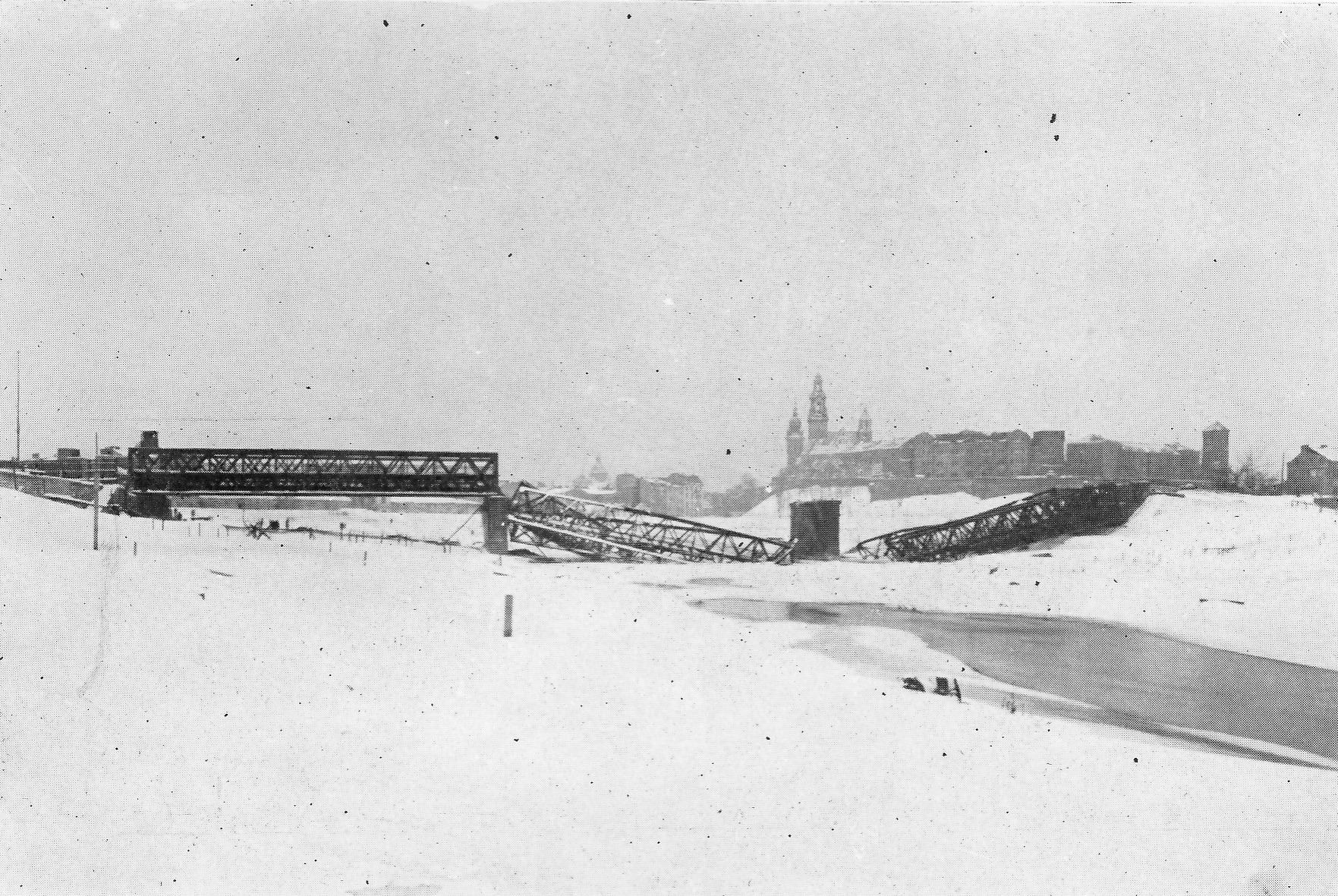
Stary Most Dębnicki wysadzony przez wycofujące się wojska Niemieckie, 1945
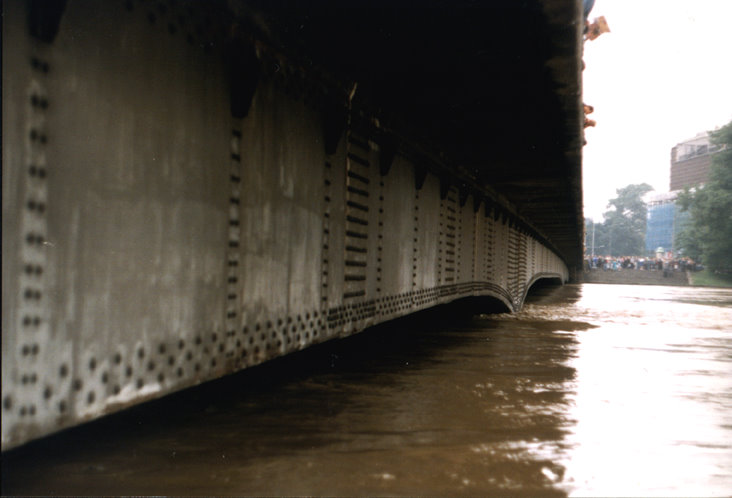
Wysoki stan Wisły przy moście Dębnickim w trakcie powodzi w lipcu 1997
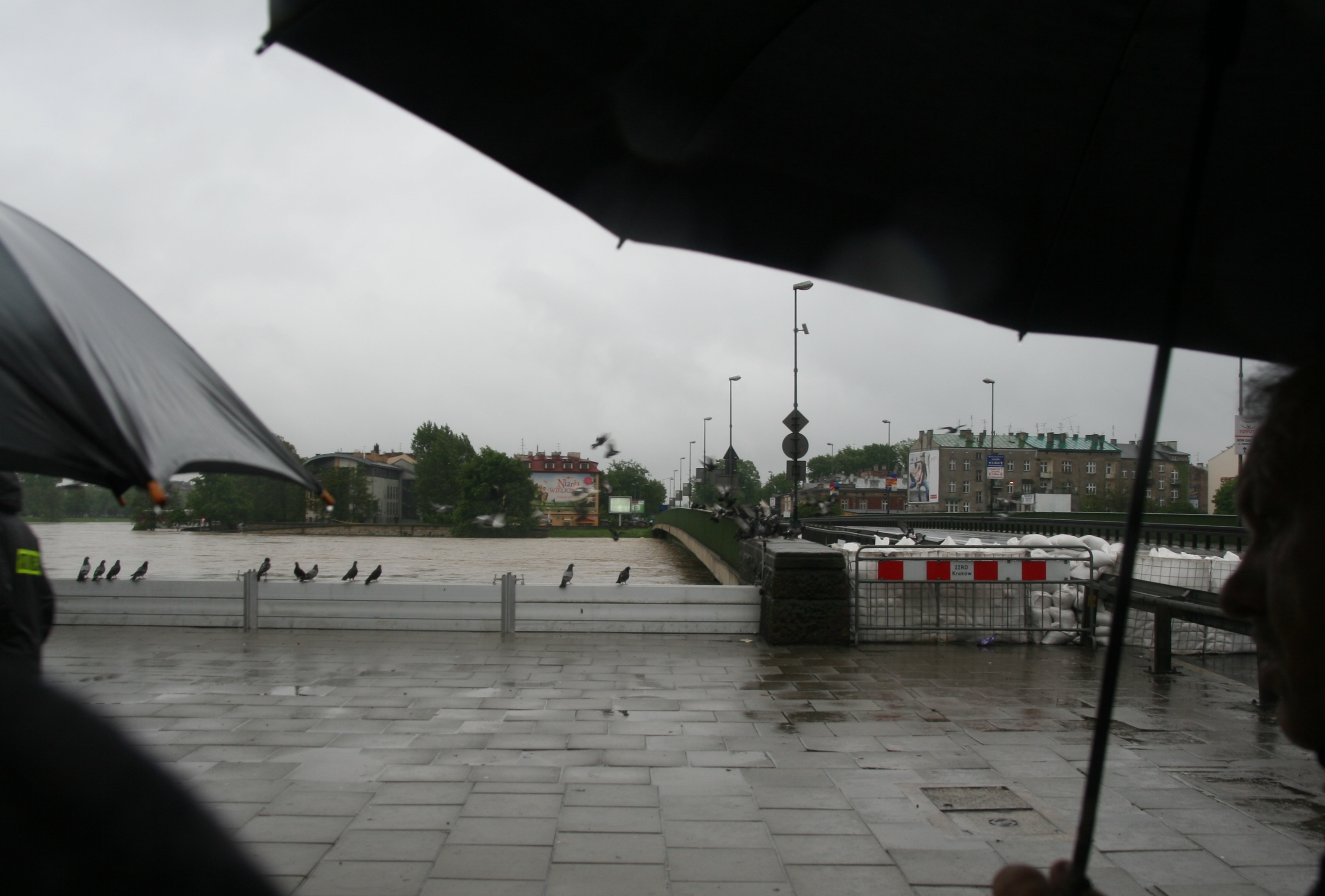
Stan Wisły przy Moście Dębnickim, niedługo przed zniknięciem prześwitu – powódź 2010